# Hans-Volker Mixsa
Hans-Volker Mixsa (* 1944 in Meiningen; † 29. August 2016 in Dresden) war ein deutscher Metallgestalter.

## Leben

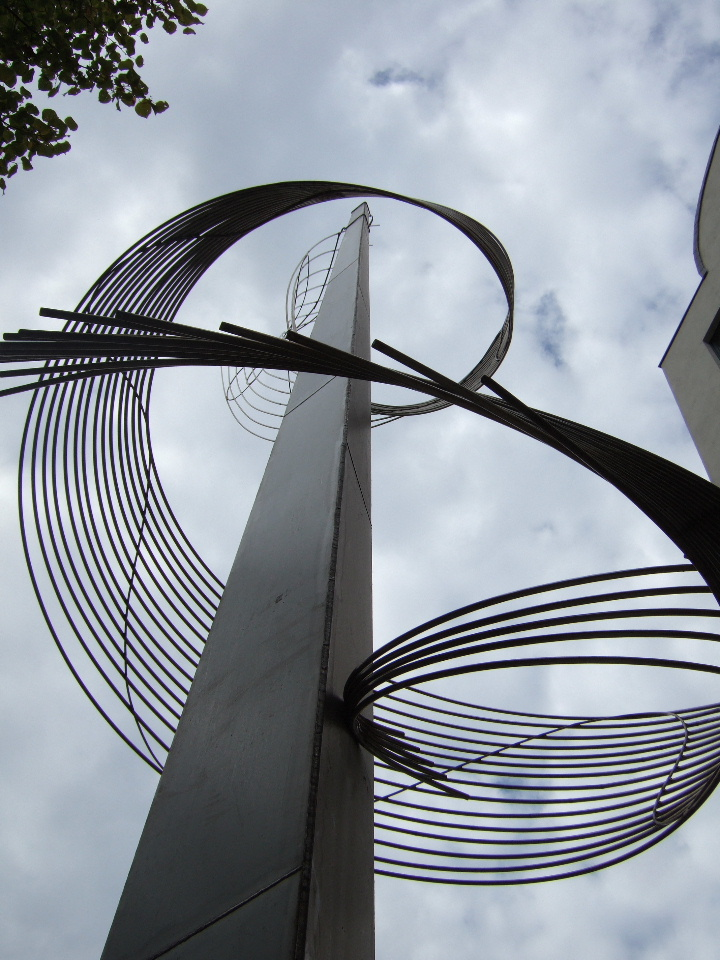
Säule mit Spirale in Bonn

Hans-Volker Mixsa machte von 1960 bis 1963 eine Ausbildung zum Werkzeugmacher. 1962 zog er nach Dresden um. Er beendete seine Ausbildung und erhielt anschließend eine Beschäftigung bei dem Kunstschmied Karl Bergmann. In dieser Zeit wurde er mit dem Bildhauer Friedrich Press bekannt. Seit 1965 ging er einer freiberuflichen Tätigkeit nach.
Von 1965 bis 1967 absolvierte Mixsa ein Abendstudium in der Dresdener Hochschule für Bildende Künste bei Professor Walter Arnold im Bereich Plastik. Er schloss mit der Meisterprüfung sein Studium ab. Seit 1988/89 arbeitete der Bildhauer mit dem „Büro für architekturbezogene Kunst“ in Dresden zusammen, seit 1990 mit dem Dresdner Maler und Grafiker Michael Hofmann.
Seit 1992 wurden von Mixsa verschiedene Objekte aus Stahl im öffentlichen Raum geschaffen. Dazu gehörten Lichtobjekte für die Kirche in Husby, die Installation einer Stahlspirale in der „Neuen Messe“ in Düsseldorf, eine 12 m hohe Stahlplastik in Bonn, die Düsseldorfer Spirale in Altena und mehrere Skulpturen in Dresden und Hamburg. Im Rahmen einer Kooperation mit dem Sonderforschungsbereich 528 der DFG entstanden 2010–2011 mehrere Werke aus dem Verbundwerkstoff Carbonbeton. Eine Ausstellung mit seinen Skulpturen in Beton wurde am 10. April 2011 im Freigelände des Landschlosses Pirna Zuschendorf gezeigt.
Mixsa erhielt mehrere Preise für seine Arbeiten. Er zeigte mehr als 20 Einzelausstellungen, außerdem war er an zahlreichen Ausstellungen beteiligt.
Mixsa war bis 1990 Mitglied des Verbands Bildender Künstler der DDR und dann des Deutschen Künstlerbunds.
Pastor Matthias Gürtler, der frühere Greifswalder Dompastor, beleuchtet die verschiedenen Seiten des Menschen und Künstlers: „Vielen wird es unbekannt sein, dass Hans-Volker Mixsa Texte schrieb. Er wollte gern Schriftsteller werden, wusste aber, dass die DDR Zensur ihm kaum Freiraum lassen würde. So suchte er andere Möglichkeiten und formte Ideen in Eisen“, sagt Gürtler. Aus diesem Anlass organisierte Gürtler im November 2023 eine Gedenkfeier in der Kirche Weißer Hirsch in Dresden. An diesem Abend wurden Mixsas Texte erstmals verlesen. Musikalisch gestalten Anna Maria Tietze (Gesang), Rainer Promnitz (Cello) und Professor Ekkehard Klemm den Abend.

## Arbeiten im öffentlichen Raum (Auswahl)
- Altarraumgestaltung, Lichtobjekte, Berlin
- Säule mit Spirale, Bonn, Deutscher Sparkassen- und Giroverband
- Windspiel, Dresden (gegenüber Eingang Bahnhof Dresden Mitte)
- Windspiel, Leipzig
- Windkugel, Sonnenuhr, Potsdam
- Lichtobjekte für Fachwerkkirche, Priort bei Berlin
- Leuchter für den Dom in Lübeck
- Brunnen, Gera

## Einzelausstellungen
- Galerie unter den Linden, Berlin
- Dommuseum, Brandenburg
- Galerie Schmidt-Rottluff
- Schloss Pillnitz
- Galerie im Stadthaus, Jena
- Schlossmuseum, Lauenstein
- Galerie am Lauterwald, Ölbronn
- Kunstverein Pirna, gemeinsam mit Michael Hofmann